# Carl-Johan Ryner
Carl-Johan Ryner, född 1976, är en av Sveriges genom tiderna bäste bangolfspelare. Han har åtskilliga meriter såväl nationellt som internationellt och han utgör en viktig kugge i Sveriges och Europas bästa bangolfklubb, Uppsala BGK.
Avslutade sin landslagskarriär 2011 för att bara spela i klubblaget. 

## Korta fakta
- Moderklubb: Uppsala BGK
- Rekord: 22 (Filt), 18 (EB), 20 (Betong)

## Meriter
- Guld VM ('03)
- Guld EM ('00)
- 2 Guld Kombi-SM ('06,'07)
- 6 Guld EB-SM ('98,'99,'02,'04,2x'19)
- 4 Guld Filt-SM ('03,'04,2x'18)
- 4 Guld Filt-SM inomhus ('13,2x'15,'18)
- 4 Guld VM-lag ('01,'03,'09,'11)
- 2 Guld EM-lag ('04,'06)
- 11 Guld Europacupen lag ('07,'08,'10,'11,'12,'13,'14,'15,'16,'17,'18)
- 2 Silver Europacupen lag ('05,'06)
- 17 Guld Elitserien lag ('98,'99,'01,'03,'05,'06,'07,'08,'09,'10,'11,'12,'13,'14,'15,'17,'18)
- 2 Brons Europacupen lag('03,'09)
- 2 Silver VM ('01,'05)
- 6 Guld 10-manna-SM lag ('96,'02,'03,'05,'06,'08)
- Guld Asiatiska Mästerskapen ('00)
- Guld VM (2019)